# Roderich Menzel
Roderich Menzel (Liberec, Imperio austrohúngaro, 13 de abril de 1907-Múnich, R.F.A., 18 de octubre de 1987) fue un jugador nacido en Liberec que representó como jugador a Alemania. Es recordado por haber alcanzado la final del Campeonato Francés de 1938, donde perdió con Don Budge. Representó a Alemania en Copa Davis entre 1928 y 1939.

## Torneos de Grand Slam

### Individuales

#### Finalista
| Año  | Torneo             | Oponente en la final | Resultado   |
| 1938 | Campeonato Francés | Don Budge            | 3-6 2-6 4-6 |